# The Neverhood
The Neverhood (lançado no Japão como Klaymen Klaymen) é um jogo claymation de aventura lançado para computadores com Windows 95, foi criado pelo designer de jogos e cartunista Doug TenNapel, produzido pela antiga Neverhood, Inc. e lançado pela antiga DreamWorks Studios. Os cenários, os objetos e os personagens são feitos de massinha para também garantir a perfeição do jogo. A trilha sonora foi composta por Terry Scott Taylor.
O jogo recebeu críticas positivas, mas não foi teve muito sucesso de vendas. Seu lançamento coincide com o declínio dos jogos de aventura em primeira pessoa na década de 90.
Skullmonkeys, sucessor do jogo The Neverhood foi lançado em 1998 para o PlayStation. Não foi um jogo de aventura "point-and-click" como o antecessor, mas sim um jogo de plataforma. Também foi outro jogo da série que não fez muito sucesso. Acredita-se que o jogo Skullmonkeys foi lançado para o PlayStation para despertar mais atenção do público jovem que eram fascinados pelos consoles desse tipo na época.
Como o jogo foi feito exclusivamente para computadores com Windows 95, foram surgindo vários projetos como o The Neverhood Restoration Project (mantido por Pyroneous, Inc.) para resolverem eventuais problemas da compatibilidade entre o jogo e sistemas operativos mais avançados.

## Personagens
- Klaymen: O protagonista do jogo, é ele que vai ser controlado pelo jogador. Ele se assemelha a uma criatura humanoide com turbo curto escuro na cabeça. Ele tem uma camiseta vermelha com três botões brancos e um short curto.

- Willie Trombone: É o primo de Klaymen. Ele tem uma cabeça amarela com um anel no topo, uma camisa e sapatos azuis, dentes grandes e pontos amarelos nas costas. Ele não é muito esperto e tende a comer tudo o que cai na sua frente. Apesar de não ser útil, ele prova ser muito amigável com qualquer pessoa.

- Hoborg: O criador da terra de Neverhood. Ele tem um corpo e a cabeça quadradas e avermelhadas, com mãos escuras. Ele tem uma coroa na cabeça que fornece a vida para ele, se ele não estiver com a coroa, ele perde toda a sua força e fica adormecido para sempre.

- Big Robot Bil: Um robô gigante da terra de Neverhood que parece ser muito amigável. Ele pode ser "do bem" ou "do mal" de acordo com as configurações dos seus mecanismos. No início de tudo, Hoborg lhe deu um urso azul que foi destruído na luta contra o guardião de Klogg.

- Klogg: O antagonista do jogo. Ele foi o primeiro habitante da terra criado pelo Hoborg, de quem Klogg roubou a coroa para mandar na terra e se sentir independente.

- Weasel: É uma criatura gigante parecida com um caranguejo que amedrontou Klaymen.

## Desenvolvimento
Doug TenNapel teve uma ideia semelhante a essa em 1988, então havia criado 17 estruturas para o projeto. Devido a um desentendimento com o David Perry, ele deixou de trabalhar na Shiny Entertainment em 1995. Duas semanas depois, ele anunciou na E3 que havia fundado uma empresa pequena, a The Neverhood, Inc., que era formada por seus amigos que haviam trabalhado em jogos da série Earthworm Jim. Na época, havia pouco tempo que a DreamWorks Interactive foi fundada e precisava de projetos novos, TenNapel combinou com o Steven Spielberg, fundador da extinta companhia de jogos, para dar apoio a criação de um jogo claymation que estava sendo projetada, mas só havia concordado em fazer apenas o papel de publicadora.